# Superman 4
Superman 4 (v anglickém originále Superman IV: The Quest for Peace) je britsko-americký dobrodružný film z roku 1987, který natočil Sidney J. Furie. Snímek vychází z komiksů o Supermanovi, vydávaných vydavatelstvím DC Comics. Zároveň se jedná o pokračování filmu Superman 3 (1983), ve kterém titulní postavu rovněž ztvárnil Christopher Reeve. Rozpočet snímku činil 17 milionů dolarů. V USA byl film do kin uveden 24. července 1987 a utržil zde 16 milionů dolarů.
V roce 2006 byl do kin uveden snímek Superman se vrací, poslední z původní supermanovské série. Tento film však navazuje na snímek Superman 2 a ignoruje události ze třetího a čtvrtého dílu.

## Příběh
Lex Luthor s pomocí svého synovce Lennyho uteče z vězení a ze Supermanova vlasu vytvoří jemu rovného protivníka – Nuclear Mana. Clark Kent se mezitím snaží zvládnout zájem o jeho osobu ze strany dcery nového majitele Daily Planet Lacy Warfieldové. Jako Superman se ale musí angažovat také v celosvětovém jaderném odzbrojení a nakonec i bojovat proti Nuclear Manovi.

## Obsazení
- Christopher Reeve jako Clark Kent / Superman
- Gene Hackman jako Lex Luthor a jako hlas Nuclear Mana
- Jackie Cooper jako Perry White
- Marc McClure jako Jimmy Olsen
- Jon Cryer jako Lenny Luthor
- Sam Wanamaker jako David Warfield
- Mark Pillow jako Nuclear Man
- Mariel Hemingway jako Lacy Warfieldová
- Margot Kidder jako Lois Laneová